# Tipula (Lunatipula) flavomarginata
Tipula (Lunatipula) flavomarginata is een tweevleugelige uit de familie langpootmuggen (Tipulidae). De soort komt voor in het Nearctisch gebied.